# 埃德蒙·赫斯
埃德蒙·赫斯（英語：Edmund Hess）(1843年2月17日—1903年12月24日)是一個德國數學家，生於1843年，死於1903年，享年60歲。
埃德蒙·赫斯發現了一些正圖形（或正多胞形）。